# Porroecia (Spinoecia) hystrix
Porroecia (Spinoecia) hystrix is een mosselkreeftjessoort uit de familie van de Halocyprididae. De wetenschappelijke naam van de soort is voor het eerst geldig gepubliceerd in 1981 door Angel & Ellis.